# Medinilla hayatana
Medinilla hayatana là một loài thực vật có hoa trong họ Mua. Loài này được H. Keng mô tả khoa học đầu tiên năm 1955.